# Zaozerne, Kahovka
Zaozerne (în ucraineană Заозерне) este localitatea de reședință a comunei Zaozerne din raionul Kahovka, regiunea Herson, Ucraina.

## Demografie
Componența lingvistică a localității Zaozerne
     Ucraineană (83,63%)
     Rusă (15,09%)
     Romani (1,05%)
Conform recensământului din 2001, majoritatea populației localității Zaozerne era vorbitoare de ucraineană (83,63%), existând în minoritate și vorbitori de rusă (15,09%) și romani (1,05%).